# Jürgen Dittmann
Jürgen Dittmann (* 22. Februar 1947 in Meinerzhagen) ist ein deutscher Germanist (Sprachwissenschaftler).

## Leben
Nach dem Abitur am Städtischen Gymnasium Gummersbach (Rheinland) 1966 studierte er zunächst Physik, nach Ableisten des Grundwehrdienstes (1966 bis 1968) die Fächer Philosophie, Germanistik, Anglistik und Politikwissenschaft an der Universität Freiburg. Er wurde 1974 bei Hugo Steger mit der Arbeit Sprechhandlungstheorie und Tempusgrammatik. Futurformen und Zukunftsbezug in der gesprochenen deutschen Standardsprache zum Dr. phil. promoviert und habilitierte sich 1977 mit der Arbeit Verstehende Sprachwissenschaft und Analytische Wissenschaftstheorie für das Fach Germanische Philologie. Ab 1980 war er Professor für Germanische Philologie/Neuere deutsche Sprachwissenschaft an der Universität Freiburg. Seit dem 31. März 2012 ist er im Ruhestand.
Von 1992 bis 1996 war er Mitglied im Vorstand des Forschungsschwerpunktes Neuropsychologie/Neurolinguistik des Landes Baden-Württemberg an der Universität Freiburg und von 1993 bis 2002 Dozent im Graduiertenkolleg „Menschliche und maschinelle Intelligenz“. Forschungsschwerpunkte sind Gegenwartsdeutsch, Neurolinguistik und Orthographie.
Dittmann ist verheiratet und hat zwei Kinder.

## Ehrungen
Im Februar 2007 wurde ihm die Verdienstmedaille der Philologischen Fakultät der Staatlichen Universität Sankt Petersburg verliehen.
Zum 65. Geburtstag wurde ihm das Buch Besondere Kommunikation und Linguistik gewidmet.

## Schriften (Auswahl)
- Sprechhandlungstheorie und Tempusgrammatik. Hueber, München 1976 (Dissertation).
- Die neue Rechtschreibung. Haufe, Freiburg im Breisgau 1999; überarbeitete Ausgabe der 4., völlig neu bearbeiteten Auflage: Haufe, Planegg bei München 2008.
- Orthografie. In: Richtiges Deutsch leicht gemacht. Bertelsmann-Wahrig/Wissenmedia, Gütersloh/München 2009, S. 2–123.
- Der Spracherwerb des Kindes. Verlauf und Störungen. Beck, München 2002; 4., völlig überarbeitete Auflage 2020.

Als Herausgeber
- mit Gerhard Blanken, Hannelore Grimm, John C. Marshall, Claus-W. Wallesch: Linguistic Disorders and Pathologies. An International Handbook. De Gruyter, Berlin/New York 1993.
- mit Claudia Schmidt: Über Wörter. Rombach, Freiburg im Breisgau 2002.